# Rudolf von Tobel
Rudolf von Tobel (* 20. August 1903 in Bern; † 3. April 1995 ebenda) war ein Schweizer Cellist und Musikwissenschaftler.

## Leben und Werk
Rudolf von Tobel studierte an der Universität Bern und promovierte dort 1931 über ein musikwissenschaftliches Thema (Die Formenwelt der klassischen Instrumentalmusik). In den 1930er Jahren war er Cellist des Berner Symphonieorchesters. Die Begegnung mit dem katalanischen Cellisten Pau Casals führte zu einer völligen Neuausrichtung seines musikalischen Denkens. Er studierte noch einmal bei Casals und wurde ab Mitte der 1930er Jahre sein Assistent bei dessen Zermatter Meisterkursen. 1941 verfasste er eine Biografie über Casals, die er über mehr als ein halbes Jahrhundert hinweg in einer Reihe von Neuauflagen ergänzte und überarbeitete.
Ab 1953 lehrte Rudolf von Tobel an der Hochschule für Musik Trossingen.
Von Tobel gab das Notenmaterial des von Casals in den Jahren 1943 bis 1960 komponierten «Friedensoratoriums» El Pessebre heraus und besorgte ausserdem eine Neuausgabe des Notentextes von Johann Sebastian Bachs 6 Suiten für Violoncello solo; diese erschien erst postum im Jahre 2004, da sie keinen Urtext, sondern die Interpretation der Casals-Schule in den Mittelpunkt stellt.
Nach Rudolf von Tobel ist eine in Bern ansässige Schweizer Studienstiftung benannt, die am 16. Dezember 1998 gegründet wurde und der Förderung junger Cellisten dient.

## Veröffentlichungen (Auswahl)
- Die Formenwelt der klassischen Instrumentalmusik. Dissertation. Universität Bern, 1931 (= Berner Veröffentlichungen zur Musikforschung. Heft 6. Bern 1935).
- Pablo Casals. Biografie. Erlenbach/Zürich 1941 (bis 1947 in 22 Auflagen erschienen).
- Musizieren, Üben und Erziehung. Gstaad 1969.